# ユーリー・マルトフ

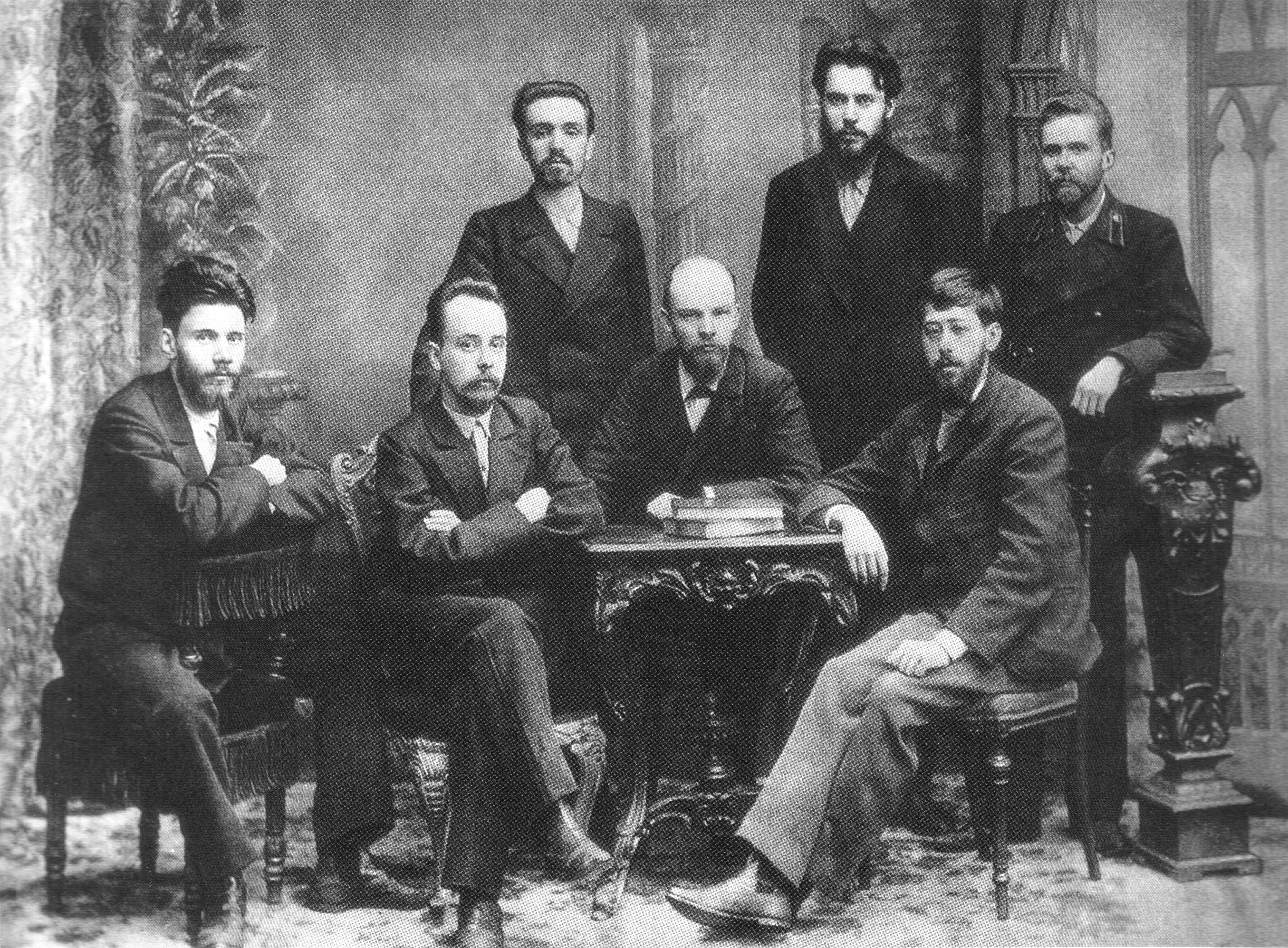
労働者階級解放闘争同盟に参加しているユーリー・マルトフ（前列右）、左隣はレーニン（1897年）

ユーリー・マルトフ（ロシア語: Ю́лий Ма́ртов、ラテン文字転写の例：Yuliy Martov 1873年11月24日 - 1923年4月4日）は、ロシアの社会運動家。署名にはエリ・マルトフ Л.Мартов を用いた。本名はユーリイ・オシポヴィチ・ツェデルバウム（露: Ю́лий О́сипович Цедерба́ум、英: Yuli Osipovič Zederbaum）。

## 生涯
1873年11月24日トルコのイスタンブールに中流階級の、ユダヤ人の両親の間に生まれる。祖父のアレクサンドル（1816年、ザモシチ – 1893年）は、1860年からオデッサでヘブライ語新聞『Ham-Mēlîtz（主唱者）』を発行していた。父は、ロシア国籍の船会社で事務長を務めた人物。アレクサンドル・ゲルツェンの信奉者で、亡命先であるロンドンにゲルツェンを訪問するほどの自由主義的知識人であった。イスタンブールからオデッサに移り、1881年7歳の時、ポグロムに遭遇する。一家は襲撃からは免れたが、幼年時に体験した反ユダヤ主義は、マルトフをツァーリズムに対する反逆へと駆り立てる契機となった。中学時代は、ベリンスキーに傾倒し、文学や社会問題に熱中した。その後、一家はツァールスコエ・セローに移る。この時期にマルトフは、父が主宰していた知識人と学生のサークルに出席を許可され、ゲルツェンの『過去と思索』に触れ、帝政に批判的になっていく。早熟なマルトフは、次第にナロードニキに共鳴するようになり、1889年には、中学校で学友とサークルを作り、フランス革命史に熱中し、ダントン、ロベスピエール、サン＝ジュストらの演説や、マラー、グラックス・バブーフの著作を耽読した。
1890年カール・マルクスの『共産党宣言』に衝撃を受け、マルクス主義に転じる。1891年サンクトペテルブルク大学理学部に入学する。翌1892年学内に社会民主主義のサークルを創設する。しかし、大学当局から非合法文献の頒布を理由に退学処分を受け、逮捕される。1年半の投獄生活の後、リトアニアのヴィリニュスに追放された。リトアニアでは、ユダヤ人の労働運動に参加した。1895年サンクトペテルブルクに戻り、ウラジーミル・レーニンと共に「労働者階級解放闘争同盟」に参加した。マルトフは1896年1月に逮捕され、1897年東シベリアのトゥルハンスクに流刑となるが、3年間の流刑生活で結核に罹る。1900年刑期を終了し、西ヨーロッパに亡命した。
1900年～1905年、国外でレーニンと共同で機関紙「イスクラ（искра, 火花）」の発行・編集に携わる。またパリでは、ロシア高級社会科学アカデミーで講義を行った。
ロシア社会民主労働党第2回大会（1903年）ではレーニンと組織問題をめぐって対立し、以降はメンシェヴィキ派の指導者となった。1905年10月第一次ロシア革命が起こるとロシアに帰国しペテルブルク労働者ソビエトに参加するが、1906年2月、7月に逮捕され9月に再び亡命を余儀なくされる。1907年第5回ロシア社会民主労働党大会（ロンドン大会）と第二インターナショナル大会に参加。レーニン率いるボリシェヴィキとは、第一次革命期を除き、革命に対する戦術やモラルの面で対立が先鋭化し、危険視していた。1911年には党内にボリシェヴィキ、メンシェビキ両派の並立は困難とし、翌1912年ボリシェヴィキはプラハ党協議会で独自の政党である事を宣言するに至った。1917年の二月革命後帰国したが、ソビエト政権に反対し1920年に亡命。
亡命後はベルリンに住み、「社会主義速報」を発行した。バーデンのシェーンベルクで、結核のため死去。49歳。

## 著作
- 『ロシア社会民主党史』История российской социал-демократии, 1923（加藤一郎訳、新泉社）